# Gianna Gissi
Gianna Gissi (Pola, 5 febbraio 1943) è una costumista italiana.

## Biografia
Trasferitasi dalla natia Pola a Roma, frequenta l'Accademia di costume e di moda. Dopo anni di lavoro come assistente, nel 1967 si occupa dell'allestimento dei costumi dello sceneggiato televisivo Tartarino sulle Alpi, chiamata dal regista Edmo Fenoglio. Negli anni consolida la sua collaborazione col regista Mario Monicelli.

## Filmografia

### Cinema
- Il marchese del Grillo, regia di Mario Monicelli (1981)
- Amici miei - Atto IIº, regia di Mario Monicelli (1982)
- Bertoldo, Bertoldino e Cacasenno, regia di Mario Monicelli (1984)
- Il Bi e il Ba, regia di Maurizio Nichetti (1985)
- Le due vite di Mattia Pascal, regia di Mario Monicelli (1985)
- Piccoli fuochi, regia di Peter Del Monte (1985)
- Ne parliamo lunedì, regia di Luciano Odorisio (1990)
- Porte aperte, regia di Gianni Amelio (1990)
- Caldo soffocante, regia di Giovanna Gagliardo (1991)
- Al lupo al lupo, regia di Carlo Verdone (1992)
- Centro storico - Donne sottotetto, regia di Roberto Giannarelli (1992)
- Il ladro di bambini, regia di Gianni Amelio (1992)
- Storie d'amore con i crampi, regia di Pino Quartullo (1995)
- Un paradiso di bugie, regia di Stefania Casini (1997)
- Così ridevano, regia di Gianni Amelio (1998)
- Il grande botto, regia di Leone Pompucci (2000)
- L'amore ritrovato, regia di Carlo Mazzacurati (2004)

### Televisione
- La piovra 3, regia di Luigi Perelli – miniserie TV (1987)
- Trenta righe per un delitto, regia di Lodovico Gasparini – miniserie TV (1998)
- Il sequestro Soffiantini, regia di Riccardo Milani – miniserie TV (2002)

## Riconoscimenti
- David di Donatello
  - 1982 – Miglior costumista per Il marchese del Grillo
  - 1990 – Miglior costumista per Porte aperte
  - 1992 – Candidatura alla miglior costumista per Il ladro di bambini
  - 1999 – Candidatura alla miglior costumista per Così ridevano
  - 2005 – Candidatura alla miglior costumista per L'amore ritrovato

- Nastro d'argento
  - 1982 – Migliori costumi per Il marchese del Grillo
  - 1993 – Candidatura ai migliori costumi per Il ladro di bambini
  - 1999 – Candidatura ai migliori costumi per Così ridevano